# برور لاجيررانتز
برور لاجيررانتز (1894 – 22 يناير 1981) هو مبارز بالسيف سويدي راحل، مثّل بلاده في الألعاب الأولمبية الصيفية 1924.

## روابط خارجية
برور لاجيررانتز على موقع أوليمبيديا (الإنجليزية)
- برور لاجيررانتز على موقع اللجنة الأولمبية السويدية (السويدية)